# Gastromotiva
A Gastromotiva é uma organização sem fins lucrativos, fundada em 2006 pelo chef David Hertz, para promover transformações sociais através da gastronomia. Conta com o apoio de fundações, empresas e restaurantes renomados do Brasil, como Fasano, Ráscal e Aconchego Carioca, além de chefes consagrados, entre eles Checho Gonzales e Felipe Bronze.
A organização oferece três cursos profissionalizantes na área de gastronomia: Curso Profissionalizante em Cozinha; Cozinheiro Profissional com Ênfase em Gastronomia Social; e Empreenda: Faça e Venda. Todos os projetos são voltados para jovens de baixa renda de São Paulo, Curitiba, Rio de Janeiro, Cidade do México, Cidade do Cabo e San Salvador, através de aulas teóricas e práticas. Os cursos têm duração de três meses; e no curso profissionalizante, cada participante deve contribuir como multiplicador, durante o último mês, reproduzindo tudo o que aprendeu na sua comunidade, enquanto no curso voltado para a gastronomia social, os alunos são responsáveis pelos jantares servidos no Refeitório Gastromotiva. 
As ações da Gastromotiva lhe renderam reconhecimento da ONU (Organização das Nações Unidas) como sendo um dos melhores métodos para a inclusão social.

## David Hertz
David Hertz nasceu na cidade de Curitiba, numa família tradicional judaica, tendo sempre a sua vida social ligada à religião. Aos 18 anos, mudou-se para Israel, e durante sete anos de sua vida morou em diferentes países, tais como Tailândia, Índia e Canadá. Países nos quais teve suas primeiras experiências com a gastronomia.
Aos 25 anos, mudou-se para São Paulo, onde se formou em gastronomia na faculdade SENAC de Águas de São Pedro; e logo após sua graduação, se tornou chef do café Santo Grão.
Em 2004, começou um projeto social dentro da favela de Jaguaré, chamado Cozinheiro Cidadão, que tinha como objetivo ensinar gastronomia para os jovens da comunidade. Teve apoio da Artemísia, uma rede de apoio voltada para negócios sociais, que impulsionou seu projeto. 
Em 2005, junto com sua aprendiz do projeto Cozinheiro Cidadão, Uridéia Costa, criou um bufê-escola, visando a profissionalização de jovens de baixa renda na área da gastronomia. Em 2006, esse projeto evoluiu, se tornando o que hoje é a Gastromotiva. 
Hoje em dia, David Hertz é professor de gastronomia asiática na faculdade Anhembi Morumbi e diretor da organização Gastromotiva.

## Refettorio Gastromotiva
Cerca de um terço do alimento produzido é jogado fora, enquanto mais de 800 milhões de pessoas passam fome ao redor do mundo. Pensando nesses dados, o fundador da Gastromotiva, David Hertz, se juntou ao chef Massimo Botura e à jornalista Alessandra Forbes para criar o Refettorio Gastromotiva. Localizado na Lapa, Rio de Janeiro, o espaço é o primeiro Hub da Gastronomia Social do Brasil, e tem como objetivo servir comida, cultura e dignidade às pessoas. Foi construído em 54 dias, às vésperas das Olimpíadas de 2016, com curadoria artística do Vik Muniz e mobiliário dos Irmãos Campana. 
No dia-a-dia, o Refettorio é utilizado para aulas da Gastromotiva, Organização Social fundada em 2006, onde os alunos aprendem a cozinhar com o aproveitamento integral dos alimentos que seriam descartados, recebidos pelo grupo Benassi. Além disso, são responsáveis por jantares servidos, diariamente, para pessoas em situação de vulnerabilidade social. Para esses jantares, contamos com voluntários que auxiliam no serviço. O espaço, que conta com cozinha industrial e comporta até 100 pessoas, também pode ser alugado para eventos.

## Ações

### Jantar Beneficente
No dia 24 de março de 2014, o chef Daniel Humm, dono do restaurante Eleven Medison Park, considerado um dos melhores restaurante de Nova Iorque, juntou-se com a Gastromotiva e promoveu um jantar beneficente para arrecadar fundos para abrir duas novas turmas no curso profissionalizante em cozinha no Complexo do Alemão, promovido pela ONG.
O convite para o jantar custou 1050 dólares; e recebeu 120 pessoas. Além do dinheiro arrecadado pela venda dos convites, houve antes do jantar um leilão silencioso que rendeu 40 mil dólares em lances.

### Dia Mundial da Boa Ação
No dia 24 de abril de 2014, a Gastromotiva aderiu ao movimento A Corrente do Bem, no Dia mundial da Boa Ação, promovendo uma série de ações com os alunos para pregar a prática da gentileza, como a divulgação de cartões explicativos sobre o movimento mundial e o compartilhamento de histórias do cotidiano sobre gentileza.
A Corrente do Bem é um movimento da sociedade civil, criado pelo australiano Blake Beattie em 2007, que promove que as pessoas incluam atos de gentileza no seu dia-a-dia. O movimento envolve atos gentis e generosos, singeleza e despojamento.

### Cook for the Future
A Gastromotiva, em parceria com a KitchenAid, lançou, no dia 7 de maio de 2014, o livro “Cook for the Future -  Cozinhar é Arte”, que reúne histórias e receitas exclusivas de chefs e restaurantes consagrados do Brasil. O dinheiro arrecadado com a venda do livro foi doado para a ONG.
Além da doação, alguns dos chefs que participaram da criação do livro deram aulas gratuitas ao vivo de suas receitas nas cidades de São Paulo e Rio de Janeiro, entre os meses de maio e junho.